# Wiktor Kadłubowski
Wiktor Kadłubowski (ur. 12 listopada 1920 w Bezdzieżu, zm. 13 maja 2010 w Poznaniu) – polski leśnik i entomolog.

## Życiorys
Pochodził z rodziny inteligenckiej. Rozpoczął studia leśne na Politechnice Lwowskiej, ale przerwała je II wojna światowa. Kontynuował naukę po wojnie - już po przeniesieniu się do Poznania. Magistrem inżynierem leśnictwa został w 1949. Niedługo później podjął pracę naukowo-dydaktyczną na Wyższej Szkole Rolniczej w Poznaniu. Doktoryzował się w 1959, habilitował w 1965, a profesorem nadzwyczajnym został w 1974. Od 1969 do 1991 (emerytura) był związany z Wydziałem Ogrodniczym. W latach 1969–1987 był kierownikiem Katedry Entomologii, a od 1975 do 1978 był prodziekanem uczelni do spraw studenckich. Od 1983 do 1986 był zaangażowany w prace Komitetu Ochrony Roślin PAN. Był członkiem Polskiego Towarzystwa Entomologicznego i Poznańskiego Towarzystwa Przyjaciół Nauk. Pochowany został na cmentarzu junikowskim. Dorobek naukowca to ponad 75 publikacji naukowych, dwa podręczniki, wypromowanie 30 magistrów i trzech doktorantów. Do głównych zainteresowań naukowca należały:
- zagadnienia regulacji liczebności szkodników drzew z wykorzystaniem ich naturalnych wrogów,
- bionomia i ekologia parazytoidów z grupy bleskotek i ich wykorzystanie do walki z foliofagami drzew,
- opracowanie behawioru kruszynka Trichogramma embryophagum Htg.,
- pionierskie badania nad kompleksem parazytoidów ograniczających liczebność zwójek w sadach jabłoniowych,
- badania nad szkodnikami wikliny[1].

## Odznaczenia
- Złoty Krzyż Zasługi (1973),
- Krzyż Kawalerski Orderu Odrodzenia Polski (1977),
- Medal 125-lecia PTPN (1988),
- Medal KEN (1988),
- Medal Za Zasługi dla Rozwoju PTEnt (1998)[2].